# Peter Kleine Schaars
Peter Kleine Schaars (Deventer, 10 augustus 1962) is een Nederlands componist, muziekpedagoog, dirigent en trombonist.

## Levensloop
Kleine Schaars kreeg al in jonge jaren trombonelessen en speelt in de regio in diverse orkesten en ensembles (symfonieorkesten, harmonie- en fanfareorkesten, koperensembles, bigbands, jazzensembles, salsaorkesten en popgroepen) mee. Daarbij spant hij zich ook al vroeg in als arrangeur voor de verschillende ensembles. Hij studeert trombone (klassiek en jazz) aan het ArtEZ Conservatorium te Zwolle. Vanaf 1995 studeert hij compositie en arrangeren bij Bob Brookmeijer, Rob Pronk en Klaas de Vries aan het Rotterdams Conservatorium. Aan het Fontys Conservatorium te Tilburg en later aan het Conservatorium Maastricht studeert hij HaFa-directie bij Jan Cober.
Van 1989 tot 2002 was hij lid van de Marinierskapel der Koninklijke Marine te Rotterdam aanvankelijk als trombonist, later ook arrangeur en assistent-dirigent. Ook bij amateurverenigingen werkt hij als dirigent, zoals sinds 2004 bij de Christelijke Muziekvereniging Advendo Franeker en Nederlands Politie Orkest, vanaf 2005 van de Gruno's TNT Postharmonie Groningen en in 2010 van de Koninklijke Biltse Harmonie, De Bilt. Met de Show en Marching Band Kunst en Genoegen Leiden won hij meerdere malen bij de mars en show-wedstrijden tijdens het Wereld Muziek Concours te Kerkrade en behaalde de wereldtitel.
Vanaf 2007 is hij gastdocent aan het ArtEZ Conservatorium te Zwolle. Sinds 2002 werkt hij ook als klankregisseur en producent voor de muziekuitgeverij de Haske Publications BV in Heerenveen.
Als componist heeft hij zich binnen de blaasmuziekwereld een naam gemaakt, zowel nationaal alsook internationaal. In 1993 won hij met zijn werk Funky Fugue meets Waddle Waltz de 1e prijs bij de compositiewedstrijd van het Nederlands Instituut voor de Blaasmuziek (N.I.B.). In 2001 kreeg hij de opdracht voor een concours te St. Gallen het verplichte werk te componeren.
Sinds juni 2013 is hij dirigent van de Marinierskapel der Koninklijke Marine. Op 1 mei 2017 verlaat Kleine Schaars de kapel om als dirigent van het Orkest Koninklijke Marechaussee (voorheen: Trompetterkorps der Koninklijke Marechaussee) aan de slag te gaan.

## Composities

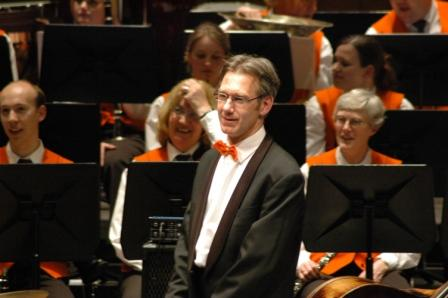
Peter Kleine Schaars als dirigent van
Gruno's TNT Postharmonie Groningen
tijdens het concert op 5 september 2007

### Werken voor harmonie- en fanfareorkesten
- 1992: - The Challenge of a Fanfare, voor harmonieorkest
- 1992: - Tekebreak
- 1995: - St. Louis Fantasie, voor harmonieorkest
- 1996: - Nomenclatura, vijfdelige moderne suite voor harmonieorkest
  1. Salsa suspension
  2. Rumba extension
  3. Cargo Funk
  4. Costum Ballad
  5. Tax Free Finale
- 1998: - Tricolore, voor harmonieorkest
- 1999: - Song for Sietske
- 1999: - Latin Luco
- 1999: - Dineke Dues
- 2000: - Cacabus Rhapsodie
- 2000: - Two Ways
- 2001: - St Gallen Rhapsodie, voor harmonieorkest
- 2002: - Dancescriptions
- 2003: - Railroad Ramble
- 2004: - Melodia Blues
- 2005: - First Concerto
- 2005: - Dance Starters
- 2006: - Fair Winds, concert voor jazz-trio en harmonie- of fanfareorkest
- 2006: - Butterfly Ouverture
- 2006: - The Dance Club
- 2006: - Bazuingeschal en Klinkende Cymbalen, voor fanfareorkest
- 2007: - Three Aspects of Kurt Weill
- 2008: - Fair Winds, voor jazztrio en harmonie- of fanfareorkest
- 2008: - Out of the Box, voor harmonieorkest
- 2008: - Rhythmic Warm-Ups
- 2009: - The Groove Makers
- 2019:  - ‘‘Centum Concordia’’

### Werken voor saxofoon- of klarinettenkoor
- 2009: - Chorale on the Move
- - Cargo Funk
- - It's so nice to meet you too
- - Romanian Folkdances
- - St. Louis Fantasy

### Kamermuziek
- 2006: - I've fallen in love with you, voor gevarieerd blaaskwintet met drumstel ad libitum
- 2006: - Mamma mia! the musical, voor gevarieerd blaaskwintet met slagwerk ad libitum
- 2010: - Fun favorites for trombone, voor 3 trombones

### Werken voor accordeon
- 2006: - Four Faces of Jazz, voor accordeon ensemble

## Publicaties
- Het mysterie van de lichte muziek, Wormerveer: Edition Molenaar, 2000. 88 p. (met tekeningen van Wouter van den Broek) ISBN 978-9-070-62844-4